# داني شيس
داني شيس (بالإنجليزية: Danny Schayes)‏ مواليد 10 مايو 1959 في سيراكيوز، هو لاعب كرة سلة أمريكي سابق بدأ مسيرته الاحترافية في سنة 1981. تم اختياره من قبل فريق يوتا جاز خلال الدرافت. يبلغ طوله 6 قدم 11 بوصة (2.1 م). حقق المركز الأول في ألعاب مكابيه 1977. اعتزل اللعب في 1999. أحرز خلال مسيرته في الإن بي إيه 8780 نقطة بمعدل 7.7 نقاط في المباراة الواحدة.

## المسيرة الاحترافية
لعب مع يوتا جاز من سنة 1981 إلى 1983، ثم لعب مع دنفر ناغتس من سنة 1982 إلى 1990، ثم لعب مع ميلووكي باكز من سنة 1990 إلى 1994، ثم لعب مع لوس أنجلوس ليكرز في سنة 1994، ثم لعب مع فينيكس صنز في موسم 1994–1995، ثم لعب مع ميامي هيت في موسم 1995–1996، ثم لعب مع أورلاندو ماجيك من سنة 1996 إلى 1999.

## الميداليات
| الميدالية | المسابقة          |
| --------- | ----------------- |
| ذهبية     | ألعاب مكابيه 1977 |

## روابط خارجية
- داني شيس على موقع إن بي أي (الإنجليزية)
- داني شيس على موقع سبورتس رفرنس (الإنجليزية)
- داني شيس على موقع كرة السلة الأوروبية.كوم (الإنجليزية)
- داني شيس على موقع إي إس بي إن.كوم (الإنجليزية)
- داني شيس على موقع كلية كرة السلة في سبورتس رفرنس.كوم (الإنجليزية)
- داني شيس على موقع ريلجم (الإنجليزية)
- داني شيس على موقع بروبوليرز (الإنجليزية)